# El diseño de experimentos

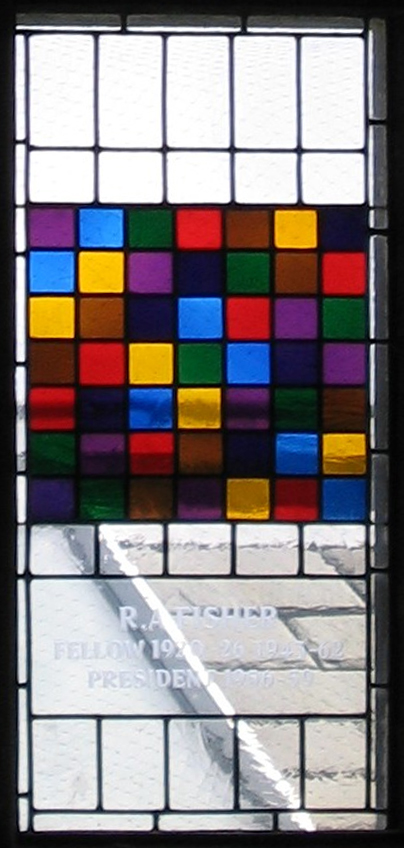
Una vidriera en el comedor de Gonville and Caius College, Cambridge, conmemoraba a Ronald Fisher y representaba un cuadrado latino de 7 × 7. La ventana de Sir Ronald Fisher se eliminó en 2020 debido a la conexión de Fisher con la eugenesia.

El diseño de experimentos es un libro de 1935 del estadístico inglés Ronald Fisher sobre el diseño de experimentos y se considera una obra fundacional del diseño experimental. Entre otras aportaciones, el libro introdujo el concepto de la hipótesis nula en el contexto del experimento de la señora catadora de té. Un capítulo está dedicado al cuadrado latino.

## Capítulos
1. Introducción
2. Los principios de la experimentación, ilustrados por un experimento psicofísico.
3. Un experimento histórico sobre la tasa de crecimiento
4. Un experimento agrícola en bloques aleatorios.
5. El cuadrado latino
6. El diseño factorial en la experimentación.
7. Confusión
8. Casos especiales de confusión parcial
9. El aumento de la precisión mediante mediciones concomitantes. Control estadístico
10. La generalización de hipótesis nulas. probabilidad fiduciaria
11. La medición de la cantidad de información en general.

## Citas sobre lahipótesis nula
Fisher introdujo la hipótesis nula mediante un ejemplo, el ahora famoso experimento de la señora catadora de té, como una apuesta casual. Ella afirmaba poder determinar el medio de preparación del té por el gusto. Fisher propuso un experimento y un análisis para probar su afirmación. Se le ofrecerían 8 tazas de té, 4 preparadas con cada método, para que las determinara. Propuso la hipótesis nula de que ella no poseía tal habilidad, por lo que sólo estaba adivinando. Con esta hipótesis, el número de aciertos (la estadística de la prueba) formaba una distribución hipergeométrica. Fisher calculó que su probabilidad de acertar todos los cubiletes era de 1/70. Provisionalmente, estaba dispuesto a reconocer su capacidad (rechazar la hipótesis nula) sólo en este caso. Teniendo un ejemplo, Fisher comentó:
- "...la hipótesis nula nunca se demuestra ni se establece, sino que posiblemente se refuta, en el curso de la experimentación. Puede decirse que todo experimento existe sólo para dar a los hechos la posibilidad de refutar la hipótesis nula."

- "...la hipótesis nula debe ser exacta, es decir, libre de vaguedad y ambigüedad, porque debe suministrar la base del 'problema de la distribución', del cual la prueba de significación es la solución."

- "Podemos, sin embargo, elegir cualquier hipótesis nula que nos plazca, siempre que sea exacta".

En relación con una prueba de significación no direccional alternativa del experimento de la catadora de té:
- "Para este propósito, la nueva prueba propuesta sería totalmente inapropiada, y ningún experimentador estaría tentado de emplearla. Matemáticamente, sin embargo, es tan válida como cualquier otra, en el sentido de que con una aleatorización adecuada es demostrable que daría un resultado significativo con probabilidad conocida, si la hipótesis nula fuera cierta."

Respecto a qué prueba de significación aplicar:
- "La noción de que diferentes pruebas de significación son apropiadas para probar diferentes características de la misma hipótesis nula no presenta ninguna dificultad para los trabajadores dedicados a la experimentación práctica, pero ha sido motivo de muchas discusiones teóricas entre los estadísticos."

Sobre la selección de la medida experimental y la hipótesis nula adecuadas:
- "Esta pregunta, cuando aún no se conoce su respuesta, sólo puede discutirse provechosamente cuando el experimentador tiene a la vista, no una única hipótesis nula, sino una clase de tales hipótesis, en la significación de las desviaciones de cada una de las cuales está igualmente interesado."